# Śmig
Śmig – styl jazdy w narciarstwie alpejskim polegający na wykonywaniu serii szybkich, krótkich, równoległych skrętów na przemian w lewo i w prawo ze stałą prędkością w czasie zjazdu w dół stoku.
Istnieje wiele wersji śmigu, często różniących się niuansami dynamiki ciała narciarza i ruchu nart, a często są to te same techniki o różnych nazwach, wypracowane w różnych krajach alpejskich.
W Szwajcarii klasyczny śmig nazywany jest wedeln. Styl ten został wypracowany w Sankt Moritz w latach 30. XX wieku. W Austrii styl jazdy narciarskiej o tej nazwie został spopularyzowany w latach 50. przez Antona Seelosa i profesora Stefana Kruckenhausera. Określenie śmigu jako wedeln jest stosowane również w Polsce (rodzaj nijaki). Słowo wedeln pochodzi od niemieckiego określenia na machanie ogonem (przez np. psa).
We francuskojęzycznej części Alp technika ta nazywana jest godille.
W podręcznikach zaawansowanej jazdy narciarskiej opisywane są m.in. style: śmig hamujący, śmig wężowy, śmig „S”, śmig z połknięciem, śmig cięty, śmig z oporu dolną nartą, śmig z oporu górną nartą, z przeciwskrętu, itd.
Śmig jest obecnie, obok stylu carvingowego, dominującym stylem jazdy na nartach zjazdowych.